# Rub El Hizb

Rub El Hizb

Rub El Hizb (em árabe: رُبْع الحِزْب) é um símbolo muçulmano, no formato de um octograma representado por dois quadrados sobrepostos - encontrado em diversos emblemas e bandeiras.
O símbolo é usado como um marcador para o final de um capítulo em caligrafia árabe. Está representado no Unicode pictográfico ۞ em U+06DE.

## Etimologia
Em árabe, rubʿ significa 'um quarto' ou 'quarto', enquanto ḥizb (plural aḥzāb) se traduz como 'um grupo'. O Alcorão é dividido em 60 aḥzāb (grupos de comprimento aproximadamente igual, por sua vez, agrupados em 30 ajzāʾ), com instâncias de Rub el Hizb dividindo ainda mais cada ḥizb em quatro, para um total de 240 divisões.

## História
O que viria a ser o Rub el Hizb era originalmente um símbolo com o qual os Tartessos, desde tempos remotos Neolíticos, faziam oferendas ao Sol e o representavam com oito raios. Na época de Al-Andalus na Península Ibérica, já havia sido definido como um símbolo cultural, aparecendo em moedas. Seu uso em muitas áreas fez com que seu nome fosse alterado para "estrela de Abderramão I". De al-Andalus foi exportado para o resto do mundo árabe. Também tem sido usado extensivamente pela cultura turca islâmica em sua história.

## Variantes

Entrelaçado
Contornado e entrelaçado

## Uso contemporâneo

### Arquitetura

Desenvolvimento da planta baixa do nível 43 da Petronas Towers Torre 1 a partir de um símbolo de Rub el Hizb.

O símbolo tem sido utilizado como base para plantas de edifícios, como no caso das Torres Petronas.

### Bandeiras anteriores
O primeiro país a usar o Rub el Hizb em sua bandeira foi o Império Merínida em 1258.

Bandeira do Egito (1793–1844)
Uma Bandeira Otomana com uma estrela de oito pontas (depois de 1844)
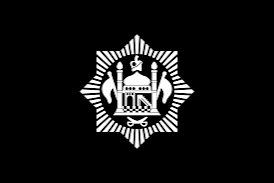
Bandeira do Emirado do Afeganistão (1919–1926)

### Bandeiras atuais

Bandeira do Azerbaijão
Bandeira do Bureau de Costumes do Cazaquistão
Bandeira da Organização dos Estados Turcos
Bandeira presidencial do Turquemenistão
Bandeira presidencial do Usbequistão

### Emblemas

Emblema do Azerbaijão
Emblema do Caracalpaquistão
Emblema nacional do Uzbequistão
Brasão de armas do Turquemenistão